# زوران صقللوفيتش
زوران صقللوفيتش (بالبوسنوية: Zoran Sokolović)‏ هو متزلج جماعي بوسني، ولد في 2 يونيو 1965 في سراييفو في البوسنة والهرسك.

## وصلات خارجية
- زوران صقللوفيتش على موقع أوليمبيديا (الإنجليزية)